# Un homme qui dort
Un homme qui dort è un film del 1974 diretto da Bernard Queysanne.
Il soggetto è tratto dal romanzo Un uomo che dorme di Georges Perec, su sceneggiatura dello stesso Perec. Il film ha vinto il Premio Jean Vigo.
Come il romanzo, il film è narrato in seconda persona, e segue le giornate vuote di uno studente mentre vaga a vuoto per le vie di Parigi. 
Il personaggio principale non parla mai, ma le sue azioni sono descritte dalla voce di una narratrice.

## Riconoscimenti
- 1974 - Premio Jean Vigo